# Fabryka Cementu Wapiennego w Lisim Ogonie
Fabryka Cementu Wapiennego Waldemara Jenischa – fabryka cementu wapiennego w Lisim Ogonie działająca od 1877 roku do I wojny światowej.

## Historia
Fabryka została założona w 1877 roku przez mistrza murarskiego Waldemara Jenischa, późniejszego architekta Pałacyku Lloyda w Bydgoszczy. Po jego śmierci w 1907 roku właścicielką fabryki została jego żona Ida Jenisch (z domu Meißel), natomiast w 1908 roku mistrz murarski i ciesielski Emil Fricke z Bydgoszczy. W 1907 roku przedsiębiorstwo nosiło nazwę „Bromberger Cementkalkfabrik Waldemar Jenisch Kommandit-Gesellschaft” i zatrudniało 40 pracowników. Kapitał inwestycyjny fabryki, która produkowała 30 tys. hl cementu wapiennego rocznie, wynosił 65 000 marek. Podczas I wojny światowej budowano mniej, a produkty fabryki nie znajdowały nabywców. Fabryka została zamknięta z powodu nierentowności. Na terenach po fabryce pozostały duże powierzchnie po wykopaliskach napełnione wodą, które zamieniono na stawy rybne.